# Окружни затвор Нови Сад
Окружни затвор Нови Сад је један од највећих затвора у Србији у којем се поред притвореника који су под истрагом у Општинском и Окружном суду смештају и осуђеници на краће затворске казне. У објекту у просеку борави око 450 затвореника, међу којима има и жена.

## Историја Окружног затвора
Током скоро 300-годишње историје Новог Сада локација градског (окружног) затвора се мењала неколико пута, а до 1986. године налазио у се налазио у самом центру града у Дунавској улици. Најдуже је као затвор служио казамат у оквиру Петроварадинске тврђаве, мада су у њему мање смештани осуђеници из Новог Сада, него много чешће затвореници из других крајева Аустроугарске, међу њима и потоњи председник СФРЈ Јосип Броз Тито. Садашњи Окружни затвор на Клиси је један од млађих затвора у земљи пошто је саграђен 1986. године, а познат је по томе што једини у свом саставу има Цркву, саграђену 2003. године.

### Од 1748. до 1900. године
Новог Сада током свог развоја дуго није имао затвор, него само неку врсту притвора смештену у импровизованим просторијама најчешће у објектима које је користио Магистрат за своје потребе. Судска власт је редовно обављала свој посао и изрицала казне, међу којима су биле и смртне, при чему је Новог Сада имао и џелата који је посао обављао за редовну плату, а користиле су га и војне власти из Петроварадинске тврђаве. Како затвора није било, осуђеници на дуже казне су ишли у друге затворе широм Аустро-угарске монархије, а ретко у саму Петроварадинску тврђаву. У оквиру тврђаве затвор је смештен у простору код Београдске капије (десно када се долази из правца Новог Сада). Данас је мало тога је остало као од трагова затвора у оквиру Петроварадинске тврђаве, јер је војска после 1918. године те просторије користила за друге намене. Из списа који су говорили о самим ћелијама, говори да су биле само са дрвеним креветима и потпуно неусловне за боравак људи. Оно што се зна је и да су у њима углавном боравили ратни заробљеници и политички затвореници из разних крајева монархије и да су радили све могуће физичке послове у оквиру утврђења, али и на њивама као радна снага. Наводи се и да су сви били везани ланцима, па су становници подграђа увек знали када пролазе јер се чуо звекет ланаца. У казаматима Петроварадинске тврђаве је боравило према разним подацима најмање 100 затвореника, а чешће два до три пута више.
Међу познатијим затвореницима Тврђаве су били вођа Првог српског устанка Ђорђе Петровић Карађорђе. Он није био у затвору Петроварадинске тврђаве, него је са породицом, као и делом својих следбеника држан у кућном притвору у другим објектима. Он је 3. октобра 1813. године био смештен у Горњу тврђаву и до 22. јануара 1814. године је становао у Официрском павиљону где је био под стално био под присмотром, са ограниченим кретањем и контролом преписке. Међутим, неки други су били у затвору попут Владимира Јовановића и Љубена Каравелова, који су били 1868. године оптужени за учешће у завери убиства кнеза Михаила Обреновића. Један од првих социјалиста у Војводини Васа Пелагић, такође је био заточен у казаматима Петроварадинске тврђаве новембра 1872. године ухапшен, окован, али је после извесног времена, пуштен и протеран из Угарске. Међу затвореницима у тврђаве крајем XIX века био је и Антун Густав Матош, касније познати хрватски књижевник. Међу затвореницима налазили су се и родољуби који су 1914. године стрељани у тврђавском рову, као жртве беса и освете Аустро-угарске војске. У то време у Тврђави је био затворен и потоњи вођа КПЈ И доживотни председник Југославије Јосип Броз Тито. Као подофицир, Броз је дошао у зиму 1914. године у Тврђаву где је јавно је изнео своје антиратно расположење, признао да је социјалиста и да ће са фронта у Галицији побећи Русима. Када се за ово дознало био је ухапшен и затворен у једној ћелији код Београдске капије, што је до 1993. показивала и спомен плоча која је потом уклоњена са те локације.

### Од 1900. до 1986. године
Први прави затвор Нови Сад ће добити 1900. године, када ће Магистрат по пројекту архитекте Ђуле Вагнера у стилу класицизма саградити зграду суда и затвора у Дунавској улици 35. Затвор ће на овој локацији остати до 1986. године када ће се преместити на Клису, а у њега ће се уселити Архив Војводине, при чему је још 1965. године зграда суда исељена и у њу ће се сместити Музеј Војводине. Трагова некадашњег затвора у центру нема, сем што је један мањи део зида сачуван као споменик, али се старији Новосађани и даље сећају па зграду и даље зову „затвор“. Новосађани причају су заправо само високи зидови и стражара испред улаза свих тих година говорили да је ту таква објекат, али да многи који нису били из града нису ни знали шта је унутра. Зграда је потпуно реконструисана и преуређена за потребе Архива Војводине, тако да се слабо може наслутити да је ту некада и био затвор. Иначе, у кругу затвора су својевремено обављане и смртне казне, а треба поменути да се прича и да је у једној од бивших ћелија која сада служи за чување архивске грађе намерно остављана алка на којој је био везан један од последњих људи над којим је у СФРЈ извршена смртна казна Димитрије Гавриловић звани Гавра (5. јула 1977. убио два полицајца приликом пљачке трафике у улици Новосадског сајма у Новом Саду).

#### Ратни затвори од 1941. до 1944. године
Током Другог светског рата припадници партизанског покрета, родољуби, Новосађани и многи други су били затварани у касарнама које је користила мађарска фашистичка војска и жандармерија. У касарни у Футошкој улици је било мало затвореника и тамо су се углавном обављала стрељања, као и у касарни у улици Војводе Бојовића, док је главни истражни притвор и мучилиште била “Армија” (зграда Команде града) која се налазила прекопута тадашњег затвора у Дунавској улици.

## Окружни затвор Нови Сад
Садашњи Окружни затвор се налази на Клиси на самом крају града у улици Пролетерска 16а. Мада је категорисан као окружни затвор полуотвореног типа у архитектонском смислу представља затворени тип установе. Иза високих бетонских оградних зидова са караулама и интегралним системом видео надзора смештена су два слична објекта - један притвора и други за издржавање казне. Унутар затвореног дела затвора смештени су и пратећи објекти: црква саграђена 2003. године, одељење за лечење лица лишених слободе, погон за израду производа од картона и други објекти и садржаји за упошљавање осуђених лица. Ван овог добро обезбеђеног круга налази се погон за израду бетонских елемената и бетонске галантерије и објекти за узгој стоке и живине. Мада по степену обезбеђења и изгледу подсећа на казненопоправни завод затвореног или строго затвореног типа, ипак је по режиму, организацији и другим параметрима реч о установи полуотвореног типа. Капацитет одељења за извршење мере притвора пројектован је за смештај 164 лица и одељења за издржавање казне 140 лица, што укупно износи 304 места за смештај лица лишених слободе. Просечно бројно стање је 143 осуђена лица, 180 притворених и 20 кажњених у прекршајном поступку, односно у објекту борави у просеку око 450 затвореника. У оквиру Затвора функционише привредна јединица „Нови путеви“ у чијем је саставу погон бетоњерке, погон картонаже и економија.

## Занимљивости о Окружном затвору
Мада је Окружни затвор у Новом Саду био више пута у жижи јавности због бекства осуђеника или других инцидената, постао је много познатији по томе што је постао први затвор у Србији који има Цркву и случају “бика Мићка”. Наиме, сакрални објекат је саграђен 2003. године на иницијативу клисанског пароха Бранка Ћурчина, који је још од почетка деведесетих редовно обилазио затворенике. Црква “Воздижења Часног крста” је саграђена уз помоћ донатора, при чему су сами затвореници обавили највећи део грађевинских и других радова. У овом објекту, сем православних верника, службу имају и представници осталих конфесија. Што се тиче бика Мићка, он је од половине 2007. до фебруара 2008. године био притворен у затвору уз свог власника Хамдију Дурића, касније осуђеног због покушаја убиства. Наиме, након што је Дурић приведен због покушаја убиства, полиција није знала шта да ради са биком, јер град Нови Сад нема азил за животиње. На крају је уз посредовање неколико удружења за заштиту животиња нађено решење у томе да Мићко буде уз свог газду у затвору, а обојица су након суђења напустила притвор. Последње информације су говориле да је Мићко потом отишао у Бачку Паланку, али је његова судбина остала непозната.